# حمد الاحبابی
حمد الاحبابی (انگلیسی: Hamad Al-Ahbabi؛ زادهٔ ۴ ژانویهٔ ۱۹۹۱) بازیکن فوتبال اهل امارات متحده عربی است.